# Cytolyse

Cellules sanguines dans des solutions avec différentes pressions osmotiques. La cytolyse se traduirait par l'image à l'extrême droite.

Micrographies de la pression osmotique sur les globules rouges

La cytolyse (du grec cyto : la cellule et lyse : la destruction) est la dissolution ou destruction des cellules.
On la différencie  de deux types de destruction de cellules :
- L'apoptose, la mort cellulaire programmée
- La nécrose, destruction par agression (plaie...)

## Fonctionnement
La cytolyse, ou lyse osmotique, se produit lorsqu'une cellule éclate en raison d'un déséquilibre osmotique qui provoque la diffusion d'un excès d'eau dans la cellule. L'eau peut pénétrer dans la cellule par diffusion à travers la membrane cellulaire ou par des canaux membranaires sélectifs appelés aquaporines, qui facilitent grandement l'écoulement de l'eau. Il se produit dans un environnement hypotonique, où l'eau pénètre dans la cellule par osmose et fait augmenter son volume au point où le volume dépasse la capacité de la membrane et la cellule éclate. La présence d'une paroi cellulaire empêche la membrane d'éclater, de sorte que la cytolyse ne se produit que dans les cellules animales et protozoaires qui n'ont pas de parois cellulaires. Le processus inverse est la plasmolyse.

## La prévention
Différentes cellules et organismes adaptent différentes manières d'empêcher la cytolyse de se produire. Par exemple, la paramécie utilise une vacuole contractile, qui pompe rapidement l'excès d'eau pour empêcher l'accumulation d'eau et la lyse ultérieure.